# Torneo Argentino C
O Torneo Argentino C foi uma das ligas que formava a quinta divisão do Campeonato Argentino de Futebol organizado pelo Conselho Federal, um órgão interno da AFA que congrega os clubes provenientes das ligas regionais.

## História
Os clubes ganhadores de suas respectivas ligas regionais e às vezes os que terminam na segunda ou terceira posição se classificam para o Torneo Argentino C. Em alguns casos a realização de uma boa campanha outorga tal direito, já que muitos clubes campeões decidem ceder sua vaga por questões econômicas ou porque já participam de um torneio federal superior a este.

## Forma de competição na temporada 2013

### Etapa classificatória
As 344 equipes participantes se dividem em 36 zonas de 3 equipes e 59 zonas de 4 equipes, dependendo de sua localização geográfica, onde se enfrentam entre si em partidas de ida e volta. Se classificarão para a fase seguinte as 2 primeiras equipes de cada zona e os 34 melhores terceiros colocados das zonas de 4 equipes, com isto serão 224 equipes que avançam no torneio.

### Definições da Etapa Classificatória
Caso haja empate de pontos entre duas ou mais equipes da mesma zona na etapa classificatória se aplicarão os seguintes critérios de desempate: maior saldo de gols, maior número de gols pró, sorteio na sede do Conselho Federal dentro de 48 horas. Esses critérios de desempate serão aplicados para se definir tanto os 2 melhores de cada zona como os 34 melhores terceiros colocados.

### Etapa final
As equipes se dividirão em zonas similares às do Torneo Argentino B, totalizando 7 zonas. Se disputarão partidas eliminatórias entre as 224 equipes classificadas a fim de que ascendam ao final do campeonato 3 equipes por zona. 

### Definição da Etapa Final
As 224 equipes são divididas em 7 zonas de 32 equipes cada uma, sendo que dentro de cada zona as equipes são divididas em 16 pares de 2 equipes que se enfrentam em dois confrontos de ida e volta. Esse processo se repete até que restem 3 equipes por zona que ascenderão ao Torneo Argentino B. As equipes vão se classificando pelo melhor saldo de gols em cada confronto eliminatório de um par de equipes. Em caso de empate na soma dos resultados a decisão será dada através de cobrança de pênaltis, conforme previsto no artigo 111 do Regulamento Geral da AFA.

## Campeões
| Sistema anterior de ascensos/descensos |                                     |                                             |                                                         |
| Temporada                              | Quantidade de Equipes Participantes | Campeões/Ascensos                           | Outros Ascensos                                         |
| 2005                                   | 187                                 | Real Arroyo Seco Rivadavia                  | Crucero del Norte                                       |
| 2006                                   | 196                                 | 9 de Julio Deportivo Coreano Sol de América | Bella Vista                                             |
| 2007                                   | 218                                 | Atenas Liniers Tiro Federal                 | Colegiales Defensores de Salto Famaillá Tres Algarrobos |
| 2008                                   | 252                                 | Concepción Huracán Juan Batista Del Bono    | Unión                                                   |
| 2009                                   | 264                                 | Ferro Carril Sud Independiente Unión        | Rio Gallegos                                            |
| 2010                                   | 264                                 | Argentino Origone Sarmiento                 | Atlético Paraná Altos Hornos Zapla                      |
| 2011                                   | 325                                 | Huracán Once Tigres San Martín              | Jorge Newbery                                           |
| 2012                                   | 325                                 | Estudiantes Independiente Rivadavia         | Independiente                                           |

| Sistema atual de ascensos/descensos |                                     |        |                                                                   |
| Temporada                           | Quantidade de Equipes Participantes | Zonas  | Ascensos                                                          |
| 2013                                | 344                                 | Zona 1 | Atlético Amalia Camioneros Argentinos del Norte Deportivo Tabacal |
| 2013                                | 344                                 | Zona 2 | Atenas Argentino Peñarol Villa Obrera                             |
| 2013                                | 344                                 | Zona 3 | CEC San Martín Jorge Newbery                                      |
| 2013                                | 344                                 | Zona 4 | Atlético Adelante Laguna Blanca Resistencia Central               |
| 2013                                | 344                                 | Zona 5 | Argentino Coronel Aguirre Deportivo Achirense                     |
| 2013                                | 344                                 | Zona 6 | Camioneros Club Everton Kimberley                                 |
| 2013                                | 344                                 | Zona 7 | Belgrano 25 de Mayo Petrolero Austral                             |

| Temporada 2014, vários ascensos regionais |                                     | |
| Temporada                                 | Quantidade de Equipes Participantes | Campeões/Ascensos |
| 2014                                      | 371                                 | Bella Vista Boxing Club Maronese General Belgrano Sarmiento Valeria del Mar Ferrocarril Social Obrero Bragado Sportivo Baradero El Linqueño La Emilia La Salle Jobson Defensores de Pronunciamento Libertad Jorge Gibson Brown Comercio San Carlos Comercio Central Unidos Güemes Independiente Atlético Famaillá Almirante Brown Atlético Pellegrini Américo Tesorieri Peñarol Colón Luján Huracán Sportivo Ballofet |